# Каннский кинофестиваль 1987
40-й Каннский кинофестиваль 1987 года, проходивший с 7 по 19 мая в Каннах, Франция.

## Жюри
- Ив Монтан, певец и актёр ( Франция) — председатель
- Джереми Томас, продюсер ( Великобритания)
- Дэниэла Хейманн, критик и журналист ( Франция)
- Ежи Сколимовский, кинорежиссёр и актёр ( Польша)
- Жеральд Кальдерон, кинорежиссёр ( Франция)
- Никола Пьовани, композитор ( Италия)
- Норман Мейлер, писатель ( США)
- Тео Ангелопулос, кинорежиссёр и продюсер ( Греция)
- Элем Климов, кинорежиссёр ( СССР)

## Фильмы в конкурсной программе
| Победители выделены отдельным цветом. |

| Название                   | Оригинальное название                                            | Режиссёр                          | Страна                           |
| -------------------------- | ---------------------------------------------------------------- | --------------------------------- | -------------------------------- |
| Ария                       | Aria                                                             | Николас Роуг, Жан-Люк Годар и др. | Великобритания                   |
| Пьянь                      | Barfly                                                           | Барбе Шрёдер                      | США                              |
| Живот архитектора          | The Belly Of An Architect                                        | Питер Гринуэй                     | Великобритания, Италия           |
| Хроника объявленной смерти | Cronaca di una morte annunciata, Crónica de una muerte anunciada | Франческо Рози                    | Италия, Франция, Колумбия        |
| Очи чёрные                 | Oci ciornie                                                      | Никита Михалков                   | СССР, Италия                     |
| Семья                      | La famiglia                                                      | Этторе Скола                      | Италия                           |
| Поле чести                 | Champ d’honneur                                                  | Жан-Пьер Дени                     | Франция                          |
| Стеклянный зверинец        | The Glass Menagerie                                              | Пол Ньюман                        | США                              |
| Покаяние                   | მონანიება                                                        | Тенгиз Абуладзе                   | СССР                             |
| Последняя рукопись         | Az utolsó kézirat                                                | Карой Макк                        | Венгрия                          |
| Влюблённый мужчина         | Un homme amoureux                                                | Диана Кюрис                       | Франция, Италия                  |
| Пьер и Джемила             | Pierre et Djemila                                                | Жерар Блен                        | Франция                          |
| Навострите ваши уши        | Prick Up Your Ears                                               | Стивен Фрирз                      | Великобритания                   |
| Синран: Путь к чистоте     | 白い道                                                           | Рэнтаро Микуни                    | Япония                           |
| Стыдливые люди             | Shy People                                                       | Андрей Кончаловский               | США                              |
| Поезд к звёздам            | Um Trem para as Estrelas                                         | Карлус Диегис                     | Бразилия                         |
| Под солнцем Сатаны         | Sous le soleil de Satan                                          | Морис Пиала                       | Франция                          |
| Небо над Берлином          | Der Himmel über Berlin                                           | Вим Вендерс                       | ФРГ, Франция                     |
| Свет (фильм)               | Yeelen                                                           | Сулейман Сиссе                    | Мали, Буркина-Фасо, Франция, ФРГ |
| Дзэгэн                     | 女衒                                                             | Сёхэй Имамура                     | Япония                           |

## Особый взгляд
- В погоне за счастьем
- Далёкая страна
- Дом Бернарды Альбы
- Змеиная тропа в скалах
- Йенач
- Итальянская папка
- Кого-нибудь любить
- Месяц в деревне
- Отель «Франция»
- Пир Бабетты
- Преуспевающий человек
- Простая смерть…
- Робинзонада, или Мой английский дедушка
- Сборище стариков
- Случай
- Хад
- Эпидемия
- Sofia
- Xiangnu xiaoxiao
- Yer demir gok bakir

## Фильмы вне конкурсной программы
- Августовские киты
- Аида
- Арабская камера
- Безумство
- Бесчеловечность
- Борис Годунов
- Возвращение соотечественника
- Воспитание Аризоны
- Гостиница счастья
- Дикая штучка
- Доброе утро, Вавилон
- Дон Кихот
- Интервью
- Инцидент с «чёрной пушкой»
- Кино, увиденное глазами
- Крутые ребята не танцуют
- Луиза
- Макбет
- Медиум
- Паяцы
- Танец смерти
- Эпоха радио
- Feathers
- The Sentimental Bloke

## Награды
- Золотая пальмовая ветвь: Под солнцем Сатаны, режиссёр Морис Пиала
- Гран-при: Покаяние, режиссёр Тенгиз Абуладзе
- Приз жюри:
  - Shinran: Path to Purity|Shinran: Shiroi michi, режиссёр Рэнтаро Микуни
  - Яркий свет, режиссёр Сулейман Сиссе
- Приз за лучшую мужскую роль: Марчелло Мастроянни — Очи чёрные
- Приз за лучшую женскую роль: Барбара Херши — Стыдливые люди
- Приз за лучшую режиссуру: Вим Вендерс — Небо над Берлином
- Золотая пальмовая ветвь за короткометражный фильм: Палисад, режиссёр Лори МакИннесс
- Приз за художественный вклад: Стенли Майерс — Навострите ваши уши
- Технический гран-при: Кино, увиденное глазами, режиссёры Жиль Жакоб и Лорен Джейкоб
- Юбилейная премия в честь 40-летия Каннского фестиваля: Интервью, режиссёр Федерико Феллини
- Золотая камера: Робинзонада, или Мой английский дедушка, режиссёр Нана Джорджадзе
- Надежда французского кино:
  - Retour, режиссёр Сильви Гьюдел
  - Любовь в Париже, режиссёр Мерзак Аллуаш
- Надежда французского кино — особое упоминание:
- Boccetta revient de guerre, режиссёр Жан-Пьер Синапи
- Приз международной ассоциации кинокритиков (ФИПРЕССИ):
  - Покаяние, режиссёр Тенгиз Абуладзе
  - Свадьба в Галилее, режиссёр Мишель Хлеифи
  - Хочу, чтобы ты был здесь, режиссёр Дэвид Лиленд
- Приз экуменического (христианского) жюри: Покаяние, режиссёр Тенгиз Абуладзе
- Приз экуменического (христианского) жюри — особое упоминание:
  - Пир Бабетты, режиссёр Габриэль Аксель
  - Яркий свет, режиссёр Сулейман Сиссе
- Приз молодёжного жюри:
  - Приз молодёжного жюри (иностранное кино): Я слышала пенье русалок, режиссёр Патриция Розема
  - Французский фильм: Не вручалась

## Советские фильмы на фестивале
На Каннском кинофестивале 1987 года в конкурсной программе участвовали два фильма от СССР: "Покаяние"Тенгиза Абуладзе и «Очи чёрные» Никиты Михалкова. В кинематографической среде считается, что советский кинорежиссёр Элем Климов, входящий в состав жюри фестиваля, на почве неприязненных отношений с Михалковым, помешал ему получить высший приз фестиваля. Картина Михалкова считалась реальным кандидатом на «Золотую пальмовую ветвь». Как вспоминал сам Михалков:
Картина шла прямиком и на главный приз. Тогда Элем Климов заявил на закрытом заседании фестиваля: либо «Очи чёрные» не получат «Гран-при», либо он уходит из жюри. Об этом первым мне поведал Ив Монтан, бывший в тот год председателем жюри Каннского кинофестиваля…
Как писал кинокритик Денис Горелов, «…Климов сказал, что приз любого достоинства как воздух необходим фильму высокого гражданского звучания „Покаяние“. Что это продвинет перестройку, а победа михалковского кино отбросит её далеко назад. Что в обмен на приз „Покаянию“ он готов поддержать на „Пальму“ что угодно…».
В итоге, фильм «Покаяние» получил Гран-при, вторую по значимости награду фестиваля, а «Очи черные» ограничились призом за лучшую мужскую роль Марчелло Мастроянни.